# Pritchardia bakeri
Pritchardia bakeri är en enhjärtbladig växtart som beskrevs av Donald R. Hodel. Pritchardia bakeri ingår i släktet Pritchardia och familjen Arecaceae. Inga underarter finns listade i Catalogue of Life.